# Paradawdee Pestonyee
Paradawdee Pestonyee es una deportista tailandesa que compitió en judo. Ganó dos medallas de bronce en los Juegos Asiáticos, en los años 1998 y 2002.

## Palmarés internacional
| Juegos Asiáticos | Juegos Asiáticos      | Juegos Asiáticos  | Juegos Asiáticos |
| Año              | Lugar                 | Medalla           | Categoría        |
| ---------------- | --------------------- | ----------------- | ---------------- |
| 1998             | Bangkok (Tailandia)   | Medalla de bronce | +78 kg           |
| 2002             | Busan (Corea del Sur) | Medalla de bronce | +78 kg           |